# International Commission for Acoustics
Die International Commission for Acoustics (ICA) ist ein Zusammenschluss von Akustikern unterschiedlichster Arbeitsgebiete, die zum Ziel hat, die internationale Zusammenarbeit und Weiterentwicklung für alle Teilbereiche der Akustik in Forschung, Entwicklung, Lehre und Standardisierung zu fördern.
Die Kommission wurde 1951 als ein Unterkomitee der International Union of Pure and Applied Physics (IUPAP) gegründet. Sie organisiert alle drei Jahre an wechselnden Veranstaltungsorten einen internationalen Kongress zu akustischen Themen.
Der erste dieser International Congresses on Acoustics fand 1953 in Delft statt, der 25. International Congress on Acoustics vom 18. bis 23. Mai 2025 in New Orleans. Die 26. Ausgabe wird vom 11. bis 14. September 2028 in Funchal (gemeinsam mit dem Forum Acusticum der European Acoustics Association) abgehalten.